# NGC 6385
NGC 6385 (również PGC 60343 lub UGC 10877) – galaktyka spiralna z poprzeczką (SBa), znajdująca się w gwiazdozbiorze Smoka. Odkrył ją Lewis A. Swift 22 lipca 1886 roku. Jest to galaktyka z aktywnym jądrem typu LINER.